# Villa Salina
Villa Bolognini-Amorini-Salina è una dimora storica situata a San Lazzaro di Savena lungo la strada che porta al Farneto in provincia di Bologna.

## Storia
La villa rispecchia la parabola di una antica e cospicua famiglia bolognese che, raggiunta la ricchezza per mezzo dell'industria e del commercio, entrò nella ristretta cerchia della nobiltà senatoria bolognese e, con una varia vicenda di alti e bassi, vi perseverò fino a tutto il secolo XVIII, estinguendosi poi nella prima metà dell'Ottocento.
Villa Salina è nel tempo appartenuta alle famiglie nobiliari dei Bolognini (i quali la fecero innalzare al termine del XV secolo), quindi degli Amorini, e del marchese Salina in seguito. L'edificio, che originariamente era un palazzo dotato di quattro torri a base rettangolare, fu ristrutturato in forma di villa nel 1743, per volere di Taddeo Bolognini con disegno del Torreggiani, sono conservate tuttora alcune statue in stucco, opera dello scultore Giovan Battista Bolognini, il Giovane.
Il palazzo e il giardino sono stati quasi completamente recuperati grazie all'attento lavoro di restauro voluto dalla proprietà.
Dopo essere stata per oltre quarant'anni una struttura socio assistenziale per anziani, dal 2020 è sede di una associazione culturale.

## Descrizione

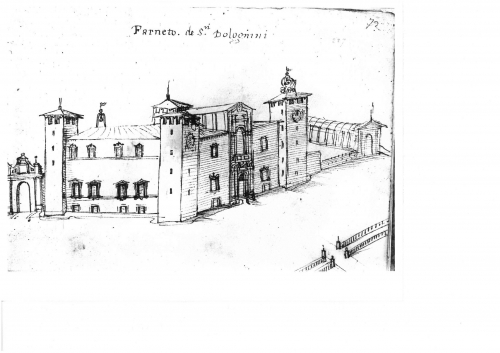
Il palazzo in un disegno del 1578. Sono ancora visibili le antiche torri rimosse in seguito

Villa Salina, conosciuta anche come palazzo Bolognini, costituisce un ragguardevole patrimonio di storia e di arte per gli affreschi e gli stucchi contenuti nel suo interno e per il giardino all'italiana.
Nella cappella interna è conservata una pittura su muro sopra l'altare di Denijs Calvaert raffigurante la deposizione del morto Redentore. Nelle antiche stanze al piano terreno sono presenti affreschi raffiguranti Semele che attende Giove, sul camino, La fucina di Vulcano e in altre stanze fregi rappresentanti paesaggi e scene mitologiche.
Lo scalone, adornato da statue in stucco di Giovanni Battista Bolognini, ancora in parte esistenti e sole opere superstiti di questo autore, evoca immediatamente lo stile di Alfonso Torreggiani, architetto bolognese del Settecento; ed altrettanto dicono i portali in cotto sulle due facciate, sormontati da eleganti balconcini in corrispondenza della loggia passante superiore.

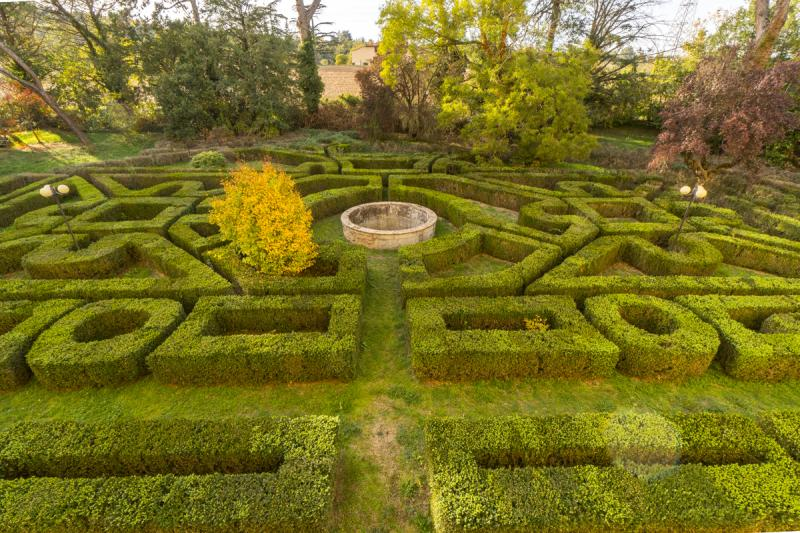
Il parterre di Villa Salina

Il parco si estende per una superficie di circa un ettaro ed annovera tra l'altro notevoli esemplari di quercus robur, aesculus hippocastanum e bellissimi esemplari di Pinus pinea, Pinus nigra e Taxus baccata ma è il giardino all'italiana col suo parterre ad essere vero motivo d'attrazione. Il parterre di bosso è senz'altro tra gli esempi più interessanti del genere nella regione: ha uno sviluppo semicircolare composto da una elegante corona che avvolge il classico nucleo rettangolare.